# Дика природа Тасманії
Дика природа Тасманії (англ. Tasmanian Wilderness) — об'єкт Світової спадщини ЮНЕСКО. Включає ряд територій в Тасманії, що є територією Австралії.
Дика природа Тасманії як об'єкт Світової спадщини охоплює 13800 км² або приблизно 20% площі Тасманії. У цьому регіоні збереглися одні з останніх на планеті дощові ліси помірного поясу. Археологічні розкопки показують, що печери в товщі вапняку використовувалися стародавніми людьми понад 20 тисяч років тому.
Тасманія багата унікальною фауною, із 32 видів тварин, що охороняються на острові 27 мешкають на території об'єкту. Одним з відомих зникаючих видів є тасманійський диявол.
Національні парки, що входять до складу об'єкту Світової спадщини Дика природа Тасманії:
- Гора Крейдл і озеро Сент Клер (англ. Cradle Mountain-Lake St Clair National Park)
- Франклін Гордон (англ. Franklin-Gordon Wild Rivers National Park)
- Гори Гарц (англ. Hartz Mountains National Park)
- Карстові печери Моул-Крік (англ. Mole Creek Karst National Park)
- Південно-Західний (англ. Southwest National Park)
- Стіни Єрусалима (англ. Walls of Jerusalem National Park)
- Центральне плато (англ. Central Plateau Conservation and Protected Areas)
- Заповідник Глотка диявола (англ. Devils Gullet State Reserve)
- Південно-Східний острів буревістника (англ. South East Mutton Bird Islet)

Озеро Педдер, Південно-Західний національний парк